# 냐스비주

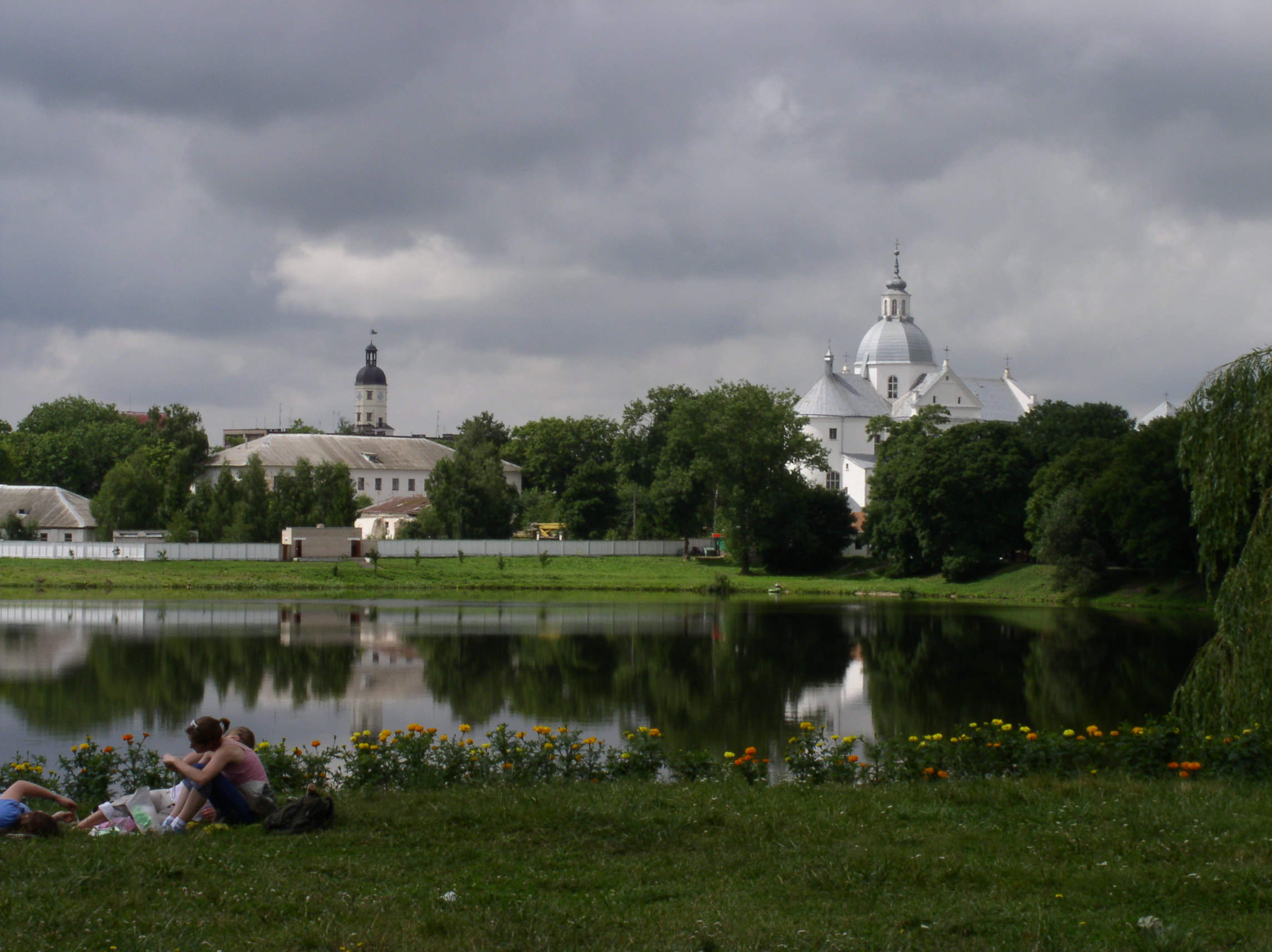

냐스비주(벨라루스어: Нясвіж, 러시아어: Несвиж 네스비시[*], 폴란드어: Nieśwież)는 벨라루스 민스크 주에 위치한 도시로, 인구는 14,300명(2009년 기준)이다. 세계유산으로 지정된 냐스비주 궁전이 있다.